# Corynoptera curvispinosa
Corynoptera curvispinosa är en tvåvingeart som beskrevs av Freeman 1983. Corynoptera curvispinosa ingår i släktet Corynoptera och familjen sorgmyggor. Inga underarter finns listade i Catalogue of Life.